# قسم بشتة ذيلايي الريفي (مقاطعة تشرام)
قسم بشتة ذيلايي الريفي (بالفارسية: دهستان پشته ذیلایی) هي منطقة ريفية تقع في Sarfaryab District في إيران. يقدر عدد سكانها بـ 4,217 نسمة .